# Campagnol méditerranéen
Espèce
Synonymes
- Arvicola guntheri[1]
- Microtus (Microtus) guentheri (Danford & Alston, 1880)[1]
- Microtus ankaraensis Yigit & Çolak, 2002[2]
- Microtus hartingi Barrett-Hamilton, 1903[2]
- Microtus lydius Blackler, 1916[1] [2]
- Microtus macedonicus Kretzoi, 1964[2]
- Microtus machintoni Bate, 1937[2]
- Microtus martinoi Petrov, 1939[2]
- Microtus mustersi Hinton, 1926[2]
- Microtus philistinus Thomas, 1917[2]
- Microtus shevketi Neuhäuser, 1936[2]
- Microtus strandzensis Markov, 1960[2]

Statut de conservation UICN

 LC  : Préoccupation mineure
Le Campagnol méditerranéen (Microtus guentheri) est une espèce de rongeurs de la famille des Cricetidae.

## Répartition et habitat
Le Campagnol méditerranéen se rencontre en Bulgarie, en Grèce, en Iran, en Irak, en Israël, en Jordanie, au Liban, en Libye, en Macédoine, au Monténégro et en Serbie.
En Libye, son habitat est celui des plaines herbées et les terres arables. En Israël, il se trouve dans les champs agricoles de basse altitude,.